# Eugénio Eleutério
Eugénio Eleutério (3 de novembro de 1920 – 28 de julho de 2020) foi um velocista português. Ele competiu nos 200 metros masculinos nos Jogos Olímpicos de Verão de 1952. Foi diversas vezes campeão nacional e recordista.